# Паловиче
Паловиче (словен. Paloviče) — поселення в общині Тржич, Горенський регіон, Словенія. Висота над рівнем моря: 523,6 м. Численість населення на кінець 2020 року складає 76 осі, з яких 39 чоловіків та 37 жінок.